# Soleggiamento
Il soleggiamento indica il numero di ore giornaliere nelle quali un'area geografica è colpita dalla radiazione solare. Non è da confondersi con l'insolazione, che misura invece la quantità di radiazione solare che raggiunge una data superficie per unità di tempo.

## Soleggiamento teorico
Il soleggiamento teorico è la durata del giorno, cioè il tempo che intercorre tra la levata ed il tramonto del sole su un orizzonte piano e privo di ostacoli. Esso dipende esclusivamente dalla latitudine del luogo e dal giorno dell'anno.
La durata del giorno è data dalla relazione:
{\displaystyle N=2/15*ws}
 dove {\displaystyle ws} è l'angolo orario di tramonto.

## Soleggiamento reale
Il soleggiamento reale, invece, dipende anche dalle condizioni atmosferiche e dalla presenza di ostacoli naturali o artificiali. Esso viene misurato con uno strumento noto come eliofanografo e fornisce un'indicazione di quanto tempo il sole è rimasto nel cielo libero da nubi durante un giorno.

## Soleggiamento medio
Il soleggiamento medio in un dato periodo è un'utile indicazione per comprendere il clima di una località.